# Gefleckte Scheinkobra
Die Gefleckte Scheinkobra (Pseudonaja guttata), in Australien als Speckled Brown Snake oder Spotted Brown Snake bezeichnet, ist eine Schlangenart aus der Familie der Giftnattern (Elapidae) und zählt zur Gattung der Braunschlangen (Pseudonaja). Es sind keine Unterarten bekannt.

## Merkmale
Die Gefleckte Scheinkobra erreicht eine Gesamtlänge von 100 bis 140 cm. Der Körper ist schlank gebaut. Der Kopf ist relativ kurz und setzt sich kaum vom Hals ab. Die Augen sind verhältnismäßig groß und besitzen eine bei Lichteinfall runde Pupille. Der Körper ist variabel gefärbt. Die Grundfärbung reicht von hellbraun bis orange-braun. Entlang des Rückens zeichnen sich zumeist neun bis achtzehn breite, dunkle Bänder. Die Bänder können zu Dorsalfelcken reduziert sein oder gänzlich fehlen. Die Schuppen sind glatt und bei einfarbigen Exemplaren oftmals dunkel gerandet. Das innere des Mauls ist bläulich-schwarz.
Der Giftapparat besteht, wie für Giftnattern typisch, aus seitlich des Schädels befindlichen Giftdrüsen (spezialisierte Speicheldrüsen) und im vorderen Oberkiefer befindlichen, unbeweglichen Fangzähnen (proteroglyphe Zahnstellung).

## Synonyme
Die wichtigsten Synonyme sind:
- Demansia guttata Parker 1926
- Placidaserpens guttata Wells 2002
- Pseudonaja guttata whybrowi Hoser 2012

## Verbreitung
Das Verbreitungsgebiet umfasst innerhalb Australiens Areale in Northern Territory, Queensland und South Australia. Exemplarisch seien die Ebenen im zentralen Queensland oder das Barkly Tableland genannt. Die besiedelten Lebensräume werden von Tussock-bestandenem Busch- und Grasland dargestellt. Im Verbreitungsgebiet herrscht tropisches, subtropisches, semiarides bis arides Klima. Die Gefleckte Scheinkobra gilt in ihrem Bestand als nicht gefährdet. Es ist nicht bekannt, wie stabil die Populationen sind.

## Lebensweise
Die Gefleckte Scheinkobra führt eine tagaktive und weitgehend bodenbewohnende Lebensweise. Bei großer Tageshitze wird die Aktivitätsphase auf die Dämmerung und Nacht verlegt. Als Verstecke dienen unter anderem tiefe Erdspalten. Zum Beutespektrum zählen Reptilien (Geckos, Skinke), Frösche und Kleinsäuger (Planigale, Ningaui). Die Fortpflanzung erfolgt durch Oviparie, also eierlegend. Das Gelege umfasst circa 6 Eier.
Bei Bedrohung flieht die Schlange rasch. In die Enge getrieben legt Pseudonaja guttata ein für mehrere Pseudonaja-Arten charakteristisches Abwehrverhalten an den Tag. Dabei wird der Vorderkörper S-förmig aufgerichtet. Bei Näherung setzt sie sich durch rasche Scheinangriffe oder Giftbisse zur Wehr, um im nächstmöglichen Moment zur Flucht überzugehen.

## Schlangengift
Die Gefleckte Scheinkobra verfügt über ein gegenüber Menschen äußerst wirksames Giftsekret. Bei einem Giftbiss können 50 mg (Trockengewicht) Gift abgegeben werden. In 20 bis 40 % der Bissunfälle tritt eine Vergiftung auf. Unbehandelt liegt die Letalität zwischen 10 und 20 %. Zu den pharmakologisch aktiven Bestandteilen zählen prä- und postsynaptisch wirksame Neurotoxine und Substanzen mit Einfluss auf die Hämostase (Prokoagulantien: prothrombinaktivierende Enzyme).
Nach einem Giftbiss beim Menschen ist von leichten lokalen Symptomen an der Bissstelle und unspezifischen Allgemeinsymptomen (z. B. Kopfschmerzen, Schwindel, Übelkeit, Erbrechen) auszugehen. Ein frühzeitig auftretender Herzstillstand ist möglich. Berichte über neurotoxische Symptome mit ausgeprägter Paralyse sind selten, theoretisch kann eine Atemlähmung eintreten.  Haupteffekte der Vergiftung sind Koagulopathie und Hämorrhagien. Sekundär können nephrotoxische und cardiotoxische Effekte auftreten.
Es stehen Antivenine zur Therapie der Vergiftung zur Verfügung ('Polyvalent Snake Antivenom (Australia – New Guinea)' und 'Brown Snake Antivenom' des Herstellers CSL Limited).